# Rimas Andrikis
Rimas Andrikis (* 7. Dezember 1950 in Kaunas) ist litauischer Jurist und Politiker. Von 2016 bis 2020 war Seimas-Mitglied, davor Rechtsanwalt, Vorsitzender der Rechtsanwaltskammer Litauens, früher Richter.

## Leben
Nach dem Abitur an der Mittelschule absolvierte Andrikis 1977 das Diplomstudium der Rechtswissenschaft an der Rechtsfakultät der Universität Vilnius und ab 1975 arbeitete  als Techniker am Kriminalistiklabor an der Rechtsfakultät. Später war er Richter im 3. Kreisgericht Vilnius. Von 1980 bis 1992 arbeitete er als Richter am Obersten Gerichtshof Litauens.
1992 wurde Rimas Andrikis zum Rechtsanwalt zugelassen und später arbeitete er als juristischer Berater des Präsidenten Litauens (1993–1995) und von 1998 bis 2002 war er Revisionsratsmitglied der litauischen Anwaltskammer. Vom März 2002 bis zum 18. April 2008 leitete er die Anwaltskammer Litauens (LAT). Andrikis ist in der Kanzlei „SPES“ tätig. Sein Tätigkeitsschwerpunkt ist Strafrecht und Strafprozessrecht. Vom 22. April 2015 bis November 2016 war er Mitglied im Rat der Stadtgemeinde Vilnius. Ab dem 16. November 2016 war er Mitglied des 12. Seimas-Rechtsausschusses. Vom 22. November 2016 bis 2020 war er stellvertretender Vorsitzender des Europaausschusses und vom 14. November 2016 bis 2020 stellvertretender Vorsitzender der Parlamentsfraktion Tvarka ir teisingumas.
Andrikis ist Mitglied der Partei Tvarka ir teisingumas.
Andrikis ist geschieden. Er hat den Sohn Ramūnas.